# Louis Puysegur
Louis Puysegur, francoski general, * 1726, † 1807.